# Gustaf Eliasson (agronom)
Gustaf Bernhard Eliasson, född 22 augusti 1878 i Årstad, Hallands län, död 5 december 1949 i Svalöv, var en svensk agronom och lantmannaskolföreståndare.
Eliasson var elev vid Hallands läns folkhög- och lantmannaskola 1894–1896, lantbruksbiträde och kontorsassistent 1896–1904. Han utexaminerades från Ultuna lantbruksinstitut 1906, blev lärare vid Svalövs lantmannaskola samma år, föreståndare där 1919 och rektor från 1921. 
Eliasson var ordförande i Svenska lantmannaskolarnas lärarförening 1922–1932, vice ordförande i Svenska lantbrukslärarförbundet från 1929. Han var ordförande i Svalövs kommunalnämnd, livsmedelsnämnd och fattigvårdsnämnd 1917–1920 och vice ordförande i Svalövs kommunalfullmäktige 1926–1934.
I övrigt var han bland annat sekreterare i Svalövs lantbruksklubb 1916–1940, i Skånes lantbrukstjänstemannaförening 1931–1940, medlem av styrelsen för Fredrika Bremer-förbundets trädgårds- och lanthushållningskola Apelryd 1918–1940, ordförande i Rönnebergs härads hembygdsförening från 1933, i Rönnebergs härads krets av Röda korset från 1934 och i samarbetsdelegationen för husdjurshygien 1935–1942.